# Steve Asheim
Steve Asheim (New Jersey, SAD, 17. siječnja 1970.), je američki death metal glazbenik, i bubnjar američkog death metal-sastava Deicide. S Glenom Bentonom i braćami Hoffman sastav je osnovao 1987. godine. Osim Bentona jedini je preostali izvorni član sastava.

## Diskografija
Deicide
- Deicide (1990.)
- Legion (1992.)
- Once upon the Cross (1995.)
- Serpents of the Light (1997.)
- Insineratehymn (2000.)
- In Torment in Hell (2001.)
- Scars of the Crucifix (2004.)
- The Stench of Redemption (2006.)
- Till Death Do Us Part (2008.)
- To Hell with God (2011.)
- In the Minds of Evil (2013.)
- Overtures of Blasphemy (2018.)